# Ixion (Birmingham)
Ixion is een historisch merk van motorfietsen.
De bedrijfsnaam was: Whittal Eng. Co., later Ixion Motor Mfg Co., Birmingham, later Smethwick.
Dit was een Engels merk dat in 1910 begon met de productie van motorfietsen met 2½pk- JAP en 3½pk-Precision-inbouwmotoren. Er werd toen nog riemaandrijving toegepast.
In 1912 werden de motoren zwaarder: 3½- en 4½pk-watergekoelde Precision-motoren en 4¼pk-JAP-motoren. De machines hadden nu een Bowden-tweeversnellingsbak, een Saxon-voorvork en een volledig ingesloten kettingaandrijving.
In 1917 werden de bekende 269cc-Villiers-tweetaktmotoren gebruikt. Het "Red Book" vermeldde drie modellen met de Villiers-motor, waaronder een damesmodel en een "sidecarette". De sidecarette kon met twee motoren geleverd worden: een 350cc-Peco-tweetakt en een 350cc-Villiers viertaktmotor. Er was vanaf 1915 ook een model met een King Dick V-twin.
Na de Eerste Wereldoorlog verhuisde het bedrijf naar Smethwick, maar toen werd er nog maar één model geleverd. Het was een eenvoudig model met 269cc-Villiers-tweetaktmotor en riemaandrijving of chain-cum-belt drive.
In 1922 was alleen het laatste model nog leverbaar en in 1923 werd de productie beëindigd.